# Норт Кингсвил (Охајо)
Норт Кингсвил (енгл. North Kingsville) град је у америчкој савезној држави Охајо.

## Демографија
По попису из 2010. године број становника је 2.923, што је 265 (10,0%) становника више него 2000. године.
| Група             | 2000.         | 2010.         |
| Белци             | 2.578 (97,0%) | 2.793 (95,6%) |
| Афроамериканци    | 10 (0,4%)     | 20 (0,7%)     |
| Азијати           | 15 (0,6%)     | 34 (1,2%)     |
| Хиспаноамериканци | 31 (1,2%)     | 43 (1,5%)     |
| Укупно            | 2.658         | 2.923         |